# 席德·维瑟斯

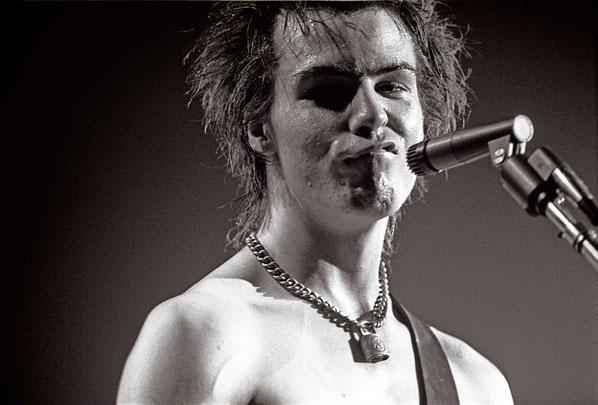
Sid Vicious

席德·维瑟斯（英語：Sid Vicious，1957年5月10日—1979年2月2日），本名為约翰·西蒙·里奇—贝弗利（英語：John Simon Ritchie-Beverly），生於英國倫敦，為英国龐克摇滚乐音乐家和著名龐克樂團性手枪的贝斯手兼合唱。
席德担任性手槍樂團的贝斯手兼合唱。摩托头的贝斯手莱米透露，席德在生前有意向他学习贝斯，但在死前，他卻一直没能学会。席德於21岁在紐約因服用纯度高的海洛因過量而死。
1. ↑  Pingitore, Silvia. . the-shortlisted.co.uk. 2020-05-07  [2022-08-14]. （原始内容存档于2022-04-07） （英国英语）.